# L'Homme blessé (film)
Pour les articles homonymes, voir L'Homme blessé.
Pour plus de détails, voir Fiche technique et Distribution.
L'Homme blessé est un film français réalisé par Patrice Chéreau sorti en salle en 1983.

## Synopsis
Henri est un jeune homme ordinaire, fils d'un ouvrier d'origine polonaise. Il s'ennuie dans sa famille. Un jour, il croise par hasard dans une gare parisienne Jean, un homme impliqué dans le milieu de la prostitution. Ressentant de la passion pour cet homme plus âgé, Henri tente de se prostituer pour gagner son amour.

## Fiche technique
- Réalisation : Patrice Chéreau, assisté de Serge Meynard, Ronald Chammah et Pierre Romans
- Scénario : Patrice Chéreau et Hervé Guibert
- Décors : Richard Peduzzi
- Directeur de la photographie : Renato Berta
- Montage : Denise de Casabianca
- Musique : Albert Ayler
- Son : Michel Vionnet
- Production : Ariel Zeitoun, Claude Berri, Marie-Laure Reyre
- Année : 1983
- Genre : drame
- Pays de production :  France
- Durée : 109 minutes
- Film interdit aux moins de 12 ans lors de sa sortie en salle.
- Date de sortie : 25 mai 1983

## Distribution
- Jean-Hugues Anglade : Henri
- Vittorio Mezzogiorno (voix de Gérard Depardieu) : Jean Lerman[1]
- Roland Bertin : Bosmans
- Lisa Kreuzer : Elisabeth
- Annick Alane : la mère d'Henri
- Sophie Edmond : la sœur d'Henri
- Claude Berri : le client
- Gérard Desarthe : l'homme qui pleure
- Hammou Graïa : le jeune homme de la gare
- Armin Mueller-Stahl : Le père d'Henri
- Roland Chalosse[2]

## Production
Patrice Chéreau et Hervé Guibert travaillent pendant six ans sur le scénario entre 1975 et 1982. Le film a eu pour titre provisoire L'homme qui pleure. Les auteurs le voient comme un film « sur l'amour, sur un amour envahissant ». Ils parlent d'un « coup de foudre comme initiation aux malheurs ». Ils lisent Dostoievski, Jean Genet, Jorge Luis Borges, Cesare Pavese et Reinaldo Arenas pendant ce travail. Treize versions successives ont été réalisées avant que ne soit conservée celle qui se rapprochait le plus d'un roman. Le scénario et leurs notes de travail sont publiées sous la forme d'un livre qui diffère du film.
Avant la sortie du film, Bernard-Marie Koltès fait des remarques critiques sur le scénario à Patrice Chéreau concernant les personnages de Bosmans, de Jean et de "l'homme qui pleure".
Pour Patrice Chéreau, son film n'est pas un film sur l'homosexualité. Il précise, lors de la présentation à Cannes, qu'il ne s'agit pas de la description d'un milieu fermé, mais simplement de la passion d'un adolescent pour un autre homme, d'un amour entre deux hommes. C'est ce qui fait la particularité du film, qui n'est pas un documentaire.

## Accueil
Pour Frédéric Martel, L'Homme blessé est un film révélateur de l'homosexualité dans les années 1980 et prémonitoire des années sida. Il décrit un certain bonheur dans la marginalité. Chéreau y met en scène comme Jean Genet, Kenneth Anger ou Stephen Frears des « situations de drague dans les tasses, où le prostitué, le clochard, le pédé, les gouapes se mêlent dans un étonnant cocktail de puanteur et de vaseline ». Il s'agissait au départ d'adapter le Journal du voleur de Jean Genet. Les thèmes de Chéreau y sont « la complexité du passage de l'adolescence à l'âge adulte, le premier émoi adolescent, la difficulté d'aimer, le trafic des sentiments, l'amour discordant rude, violent mais l'amour malgré tout, l'amour fou au milieu de la prostitution » Si on a reproché à Patrice Chéreau de donner une vision malheureuse de l'homosexualité avec ce film, ce dernier répond : « On ne fait pas en général de film sur les histoires heureuses. On n'a jamais reproché aux histoires hétérosexuelles malheureuses de jeter une triste lumière sur l'hétérosexualité. »
Pedro Almodóvar considère que L'homme blessé et son propre film La Loi du désir (1987) montrent des personnages condamnés par la passion avant l'époque du sida.

## Distinctions

### Récompenses
- César 1984 : César du meilleur scénario original pour Hervé Guibert et Patrice Chéreau

### Nominations et sélection
- Festival de Cannes 1983 : sélection officielle
- César 1984 :
  - César du meilleur espoir masculin pour Jean-Hugues Anglade
  - César du meilleur montage pour Denise de Casabianca[10]

## DVD
- Le DVD sorti en 2005 contient une série d'entretiens, en particulier avec Hervé Guibert, à l'émission télévisée Apostrophes de Bernard Pivot, et un documentaire de TF1 sur la sortie au Festival de Cannes. Patrice Chéreau s'est beaucoup investi dans l'édition du DVD qui contient également un entretien avec lui ainsi qu'avec Jean-Hugues Anglade et Renato Berta[11].